# Fuerza Armada de El Salvador
Die Fuerza Armada de El Salvador (FAES) sind das Militär der Republik El Salvador.

## Allgemeines
Die Verfassung von 1982 von El Salvador legt die Aufgaben mit der Verteidigung der Souveränität und Integrität der Republik fest. Die Fuerza Armada de El Salvador ist Teil der Exekutive und untersteht dem Präsidenten von El Salvador. 
Die Streitkräfte umfassten rund 25.000 Soldaten. Der Verteidigungshaushalt betrug 2021 etwa 270 Mio. $ und entsprach damit 1,2 % des BIP.

### Landstreitkräfte
Das Heer von El Salvador (Ejército de El Salvador) hat eine Personalstärke von 20.500 Soldaten. An Ausrüstung verfügt es über 79 Radpanzer und gepanzerte Fahrzeuge der Typen Panhard AML, M113 und UR-416 sowie schwere Lastwagen des Typs M-37B1.

### Seestreitkräfte
Die Marine von El Salvador (Fuerza Naval de El Salvador) hat eine Personalstärke von 2.000 Soldaten inklusive Marineinfanterie. Es verfügt über 3 Schnellboote sowie den Tender General Manuel José Arce.

### Luftstreitkräfte

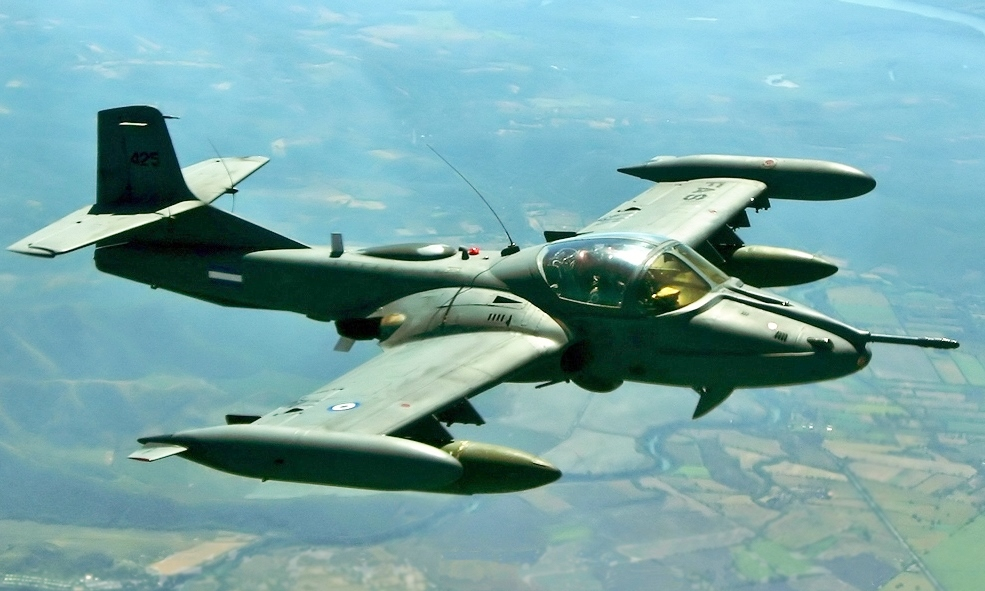
Eine Cessna A-37 der Luftwaffe von El Salvador

Die Luftwaffe von El Salvador (Fuerza Aérea Salvadoreña) hat eine Personalstärke von 2.000 Soldaten. Es verfügt über einen Bestand von 17 Flugzeugen und 30 Hubschraubern (Stand Ende 2020).
- Kampfflugzeuge: 13× Cessna A-37 Dragonfly
- Transportflugzeuge: 2× IAI Arava
- Hubschrauber: 4× Bell 412; 5× Schweizer 300C; 7× MD500; 14× UH-1H
- Trainer: 2× T-35 Pillán

## Geschichte
Die FAES wurden 1824 durch den zentralamerikanischen Präsidenten Manuel José Arce y Fagoaga gegründet. Die zentralamerikanische Konföderation zerbrach zwischen 1838 und 1841, wobei El Salvador offizieller Rechtsnachfolger blieb.
1907 schickte die Regierung El Salvadors Truppen nach Honduras, um Honduras in einem Krieg gegen Nicaragua zu unterstützen.
Am 16. Februar 1922 begannen die Kadetten der Escuela Politécnica einen Aufstand, welcher vom Primer Regimiento de Caballería in San Salvador niedergeschlagen wurde und nach welchem die Schule geschlossen wurde. Bereits 1871 war diese Militärschule gegründet worden, die sich von 1906 bis 1922 in San Salvador im Cuartel El Zapote nördlich des Amtssitzes des Präsidenten, dem späteren Comando de Apoyo de Transmisiones de la Fuerza Armada (CATFA) befand. Bis 1909 war Carlos Ibáñez del Campo Dekan. 
Am 28. Januar 1927 wurde die Escuela Militar Capitán General Gerardo Barrios eröffnet.
Das Regime in der Schule war brutal. Die Kadetten wurden häufig für zwei oder drei Tage nackt in kleine Strafzellen gesperrt, in welchen es unmöglich war, sich hinzulegen, wobei sie nur Wasser und Brot erhielten. Die Kadetten waren der Willkür der Offiziere ausgesetzt, welche sie aufgrund vorgeblicher Regelverletzungen bis zu 1500 Kniebeugen machen ließen.
Ernesto Bará, beim Massaker von 1932 Kommandant der Kaserne von Sonsonate, war bis 1938 Dekan der Escuela Militar Capitán General Gerardo Barrios. Von 1938 bis 1940 hatte Martínez den Reichsluftwart Eberhardt Bohnstedt auf diesen Posten gesetzt. Von 1940 bis 1956 wurde die Schule von US-Offizieren geleitet. 1956 wurde Colonel Manuel de Jesús Córdova Dekan.
Von 1951 bis Anfang 1958 betrieb eine chilenische Militärmission die Escuela de guerra.
1953 wurde ein Militärabkommen mit den USA abgeschlossen, welches US-Training in Artillerie, Infanterie und Luftkrieg beinhaltete.
Ab 1946 verdrängte die School of the Americas bisherige Auslandsfortbildungen wie beispielsweise in Mexiko.
Seit dem Putsch des damaligen Verteidigungsministers Maximiliano Hernández Martínez am 2. Dezember 1931 stellte die Armee die Präsidenten von El Salvador.
Beim gescheiterten Aufstand von 1932, welchem die Matanza (die Schlächterei) folgte, scheiterte auch die Übernahme von Kasernen durch revolutionäre Soldaten.
Am 16. Januar 1932 verriet ein Soldat des 6. Maschinengewehr-Regiments, dass ein Auto mit einer Hupe vor der Kaserne die Festnahme oder Ermordung der Offiziere auslösen sollte.
Der Rebellion verdächtige Soldaten wurden an Orte geschickt, wo sie festgenommen wurden.
Die Offiziere wurden zu verstärkten Wachen eingeteilt. Am Tag des Ausstandes kam ein Auto und gab das vereinbarte Zeichen. Es wurde unter Maschinengewehrfeuer genommen.
Bei den Kavallerieregimentern von San Salvador wurden die automatischen Waffen, vorgeblich zu einer Waffenreinigung, von den Offizieren eingesammelt. Die Offiziere postierten sich mit den automatischen Waffen an strategischen Punkten der Kaserne, von welchen sie die Kaserne verteidigten und die Mannschaften in der Kaserne kontrollierten.
Aus der Kaserne von Ahuachapán floss das Blut in Strömen. Ein Leutnant berichtete, wie eine Gruppe Campesinos, welche erschossen werden sollten, begann Corazón santo tú reinarás (Heiliges Herz, Dein Reich beginnt), ein katholisches Kirchenlied, zu singen.
In den Blutströmen erkannte das Exekutionskommando ein Christusbild, worauf es sich weigerte, mit dem Erschießen weiterzumachen.
Die FAES hatte ihre eigenen Parteien: Partido Pro Patria (PPP), Frente Unido Democrático Independiente (FUDI) und die Partido de Conciliación Nacional. Hernández Martínez führte ein System des einjährigen Grundwehrdienstes für Rekrutierte ein. Anschließend dienten die Rekruten in patrullas cantonales, wo sie am Wochenende in örtlichen militärischen Strukturen waren. 1955 beispielsweise wurde die Gesellschaft durch weitere 3500 neue Rekruten militarisiert. Ab 1961 gehörte zu diesen paramilitärischen Strukturen die Organización Democrática Nacionalista. Die FAES machten aus El Salvador den Kasernenhof Sal si puedes!. Jahrgangsstufen der Militärschulen bilden je eine Tanda genannte Seilschaft. Die Abschlussklasse von 1966 nannte sich Tandona. Zur Tandona gehörte René Emilio Ponce, von August 1990 bis Juli 1993 Verteidigungsminister von El Salvador, der für zahlreiche Fälle des Verschwindenlassens von Zivilisten verantwortlich gemacht wird. 
Bevor nach 60 Jahren der erste Präsident ohne militärischen Hintergrund, José Napoleón Duarte, am 1. Juni 1984 sein Amt antreten durfte, wurde er 1972 um seinen Sieg bei den Präsidentschaftswahlen betrogen und musste sich in einer Militärjunta als Außenminister andienen. Repressionen des Militärregimes trieben die Opposition in den bewaffneten Widerstand. Ab 1980 kam es zu einem Bürgerkrieg in El Salvador, der am Ende über 70.000 Tote (bei einer Bevölkerung von damals etwa 4,5 Millionen), Tausende von Versehrten und Verschwundenen und Zerstörungen in Milliardenhöhe verursachte. Über eine Million Menschen flohen während dieser Zeit aus dem Land.
Die Batallón de Infantería de Reacción Inmediata (BIRI) wie das Atlacatl Bataillon beim Massaker von El Mozote  begingen Verbrechen gegen die Menschenrechte. Im Friedensvertrag von Chapultepec wurde ihre Auflösung vereinbart. Am 1. Februar 1992 trat eine neunmonatige Waffenruhe in Kraft. Seit Ende des Bürgerkrieges hat sich die politische Landschaft von einem autoritären System zum demokratischen Staat hin entwickelt. Als bewaffnete Macht der Regierung El Salvadors haben die FAES im bewaffneten Konflikt der 1980er Jahre nach Feststellung des Berichtes der Comisión de la Verdad para El Salvador einen großen Teil der Menschenrechtsverletzungen begangen. Die salvadorianische Armee wurde in der Folge von 63.000 auf 32.000 Mann halbiert. 
Im Rahmen der Plus Ultra Brigade beteiligte sich El Salvador 2003 bis 2011 auch mit regulären Truppen an der Besetzung des Iraks.